# Eugen Schauman
Eugen Waldemar Schauman (født 10. maj 1875 i Rusland, død 16. juni 1904) var en finsk politisk attentator. Han var søn af Waldemar Schauman.

## Biografi
Schaumann blev student i Helsinki 1895, tog højere forvaltningseksamen 1899, og indtrådte i Finansstyrelsen, men tog sin afsked 1903, da russisk sprog indførtes der; derimod forblev han i sin stilling ved Skoledirektionen. Bobrikovs russificeringssystem og hårdhændede regimente i Finland modnede langsomt den beslutning hos Schauman at tage ham af dage, når alle lovlige midler var udtømte til forbedring af tilstanden. Den indesluttede, lidt tunghøre mand, som var en fortrinlig skytte (han havde ivrigt virket for jagt- og skydesportens udvikling i Finland) forberedte omhyggelig og uden medvidere sit attentat og udførte det 16. juni 1904 med fuldkommen koldblodighed; da det tredje revolverskud havde såret Bobrikoff dødeligt, rettede han to revolverskud mod sit eget hjerte og døde øjeblikkelig. Han efterlod et brev til tsaren, hvori han forsikrede om sin loyalitet imod ham, erklærede at være alene om sin gerning og at have valgt den benyttede fremgangsmåde som det eneste middel til at oplyse monarken om landets virkelige tilstand. Schauman begravedes af de russiske autoriteter i nattens stilhed på et afsides sted på Helsingkis kirkegård. Schauman betragtes af 
finlænderne som nationalhelt, og da det kejserlige manifest af 4. november 1905 havde "genindført lovligheden" i Finland, blev hans lig under mægtig folkedeltagelse ført til familiegravstedet i Borgå.